# Тулуковщина
Тулуковщина — деревня в Клинцовском районе Брянской области, в составе Первомайского сельского поселения.

## География
Находится на реке Московка в западной части Брянской области на расстоянии приблизительно 9 км на запад-северо-запад по прямой от железнодорожного вокзала станции Клинцы.
Имеются две Базы отдыха на реке Московка

## История
Основана, поскольку до 1 марта 1620 года королевские комиссары, «на ординацию замков од Москвы рекуперованых зосланые», мозырьский староста Балтазар Стравинский и королевский секретарь Войцех Глембоцкий, изъяли в Тулуковской волости Поповой Горы земельный надел Дареевичской церкви и присоединили его к королевским владениям Поповогорского уезда" (Обзор Румянцевской описи стр. 449).
До 1709 года эти земли пр.инадлежали генеральному обозному Ивану Ломиковскому, сподвижнику гетмана Ивана Мазепы. После его измены, все земли были отобраны в казну (национализированы, выражаясь современными реалиями), и в 1710 году отданы Савве Лукичу Рагузинскому - Владиславичу, принадлежавшего к сербскому дворянскому роду из Рагузской (Дубровницкой) республики (отсюда и его прозвище Рагузинский), бывшего торгового города-государства на побережье Адриатического моря, существовавшего с XIV века до 1808 года. Сам же он сделал себе имя на дипломатической службе в России. Савва Рагузинский в российской истории известен тем, что он возглавил русское посольство в Китай, выполнявшее свою миссию в 1725—1728 гг. и завершивший её подписанием т.н. Кяхтинского договора, разграничившего границы России и Китая и открывшего беспошлинную пограничную торговлю в Кяхте и Цурухайтуе, что способствовало значительному росту объёма торговли между двумя странами. Одновременно с этим Савва Рагузинский основал город Троицкосавск, ныне Кяхта в Бурятии, а сам Кяхтинский договор оставался правовой основой взаимоотношений России и империи Цин до середины XIX века.
Помимо самой Великой Топали, в собственность Савве Рагузинскому были отданы такие известные сёла нынешнего Клинцовского района, как Киваи, Туросна, Смотрова Буда и Гулёвка. Из этих поселений Рагузинский образовал Топальскую волость, которую, умирая, завещал одному из трех своих племянников – Гаврилу Владиславичу. Последний значительно увеличил Топальскую волость, которая в XVIII столетии не являлась административно-территориальной единицей; она объединяла лишь владельческих (крепостных) крестьян и их земли, считаясь одной из богатейших имений в Малороссии.
Причины, по которым Владиславич решил Топальскую волость продать, историками не установлены. По поручению императрицы Екатерины II, волость эта была куплена в 1770 году для Петра Румянцева-Задунайского, которому в декабре того же 1770 г. и была подарена.
С 1782 по 1921 в Суражском уезде
В 1859 году здесь (деревня Суражского уезда Черниговской губернии) учтено было 39 дворов, в 1892—74 дворов. 
С 1861 до конца XIX века - волостной центр, затем в составе Рожновской волости,
В 1921-1929 в Клинцовском уезде Рожновская волость,
С 1924 Клинцовская волость.
С 1919 до 1930-х годов - центр Тулуковщинского сельсовета,
До 2005 в Ольховском (Чертовичском) сельсовете.
Каменная церковь Сергия Радонежского (1873).
Сергиевская церковь
1882 - священник Антон Иванович Красновский
1898 - священник Макар Маркович Бурневский (ум. 22.01.1898)
1898-1901 - священник Георгий Нагорский
1901 - священник Федор Цехановский

## Население
Численность населения: 246 человек (1859), 464 человека (1892), 640 человек (1926), 204 человека (2002), 131 человек (2010), 111 человек (2013), 106 человек (2024).